# Louis Milon de Rigny
Louis Milon de Rigny (Tours - 24 juin 1734), est un prélat français, évêque de Condom de 1693 à 1734.

## Biographie

### Famille
Louis Milon de Rigny est le fils d'Alexandre Milon, président-trésorier de France au bureau des finances de la généralité de Bourges, et de Françoise Pallu. Par sa mère, il est le petit-fils d'Étienne Pallu, maire de Tours. Par son père, il est le neveu de François Milon, maire de Tours, l'oncle d'Alexandre Milon de Mesme, évêque de Valence, et le grand-oncle de Jean-Baptiste de Machault d'Arnouville, contrôleur général des finances.

### Carrière ecclésiastique
Il est chanoine de Saint-Martin de Tours et aumônier du roi lorsqu'il est associé à Fénelon dans des missions en Saintonge afin de convertir les réformés. 
Nommé évêque de Condom en 1693, il est consacré dans l'église de Saint-Louis-des-Jésuites à Paris par Charles Le Goux de la Berchère l'archevêque d'Albi. Dans son diocèse il fonde un hôpital dont il confie l'administration aux « Filles de la Foi » et rebâtit le palais épiscopal. Il meurt à Condom en 1734.